# Ksanten
Ksanten – organiczny związek chemiczny barwy żółtej, rozpuszczalny w eterze etylowym. Ksanten jest używany jako substrat w syntezie chemicznej do otrzymywania wielu innych związków m.in. tioksantenu.
Wiele pochodnych ksantenu, nazywanych zwyczajowo ksantenami, tworzy grupę barwników ksantenowych, które w większości mają właściwości fluorescencyjne.